# Drosanthemum macrocalyx
Drosanthemum macrocalyx är en isörtsväxtart som beskrevs av L. Bol. Drosanthemum macrocalyx ingår i släktet Drosanthemum och familjen isörtsväxter. Inga underarter finns listade i Catalogue of Life.